# Everything I Own (album)
 (janvier 2018).
Albums de Ken Boothe
Black, Gold and Green
(1972) Let's Get it On
(1974)
Singles
1. Everything I Own
Sortie : 1974
2. Crying Over You
Sortie : 1974

Everything I Own est le septième album studio du musicien et chanteur de reggae jamaïcain Ken Boothe, sorti en 1974.

## Présentation
Deux albums intitulés Everything I Own sortent en 1974. L'un d'eux, édité au Royaume-Uni par Trojan Records, nommé d'après le succès du single Everything I Own, combine des morceaux produits par Lloyd Charmers avec des enregistrements britanniques avec Webster Shrowder. L'autre album, avec ce même titre, est publié en Jamaïque, par Wild Flower, et ne contient que des titres produits par Lloyd Charmers.
Par la suite, Trojan Records utilise ce titre pour éditer quatre compilations, sans lien direct avec l'album original : Everything I Own (1997), Everything I Own: The Best of Ken Boothe (2003), Everything I Own: The Definitive Collection (2007) et Everything I Own (The Lloyd Charmers Sessions 1971-1976) (2016).
Le morceau le plus célèbre de l'album est la chanson-titre Everything I Own (initialement enregistrée par le groupe de folk rock américain Bread en 1972), qui est déjà un succès international lors de sa sortie dans sa version originale, et qui connaît un regain de popularité dans sa version reggae devenant no 1, pour trois semaines, du classement des singles au Royaume-Uni, en octobre 1974.
Crying Over You connaît le même succès au Royaume-Uni, atteignant la 11e place dans ce même classement de singles britanniques, en janvier 1975.

## Liste des titres
|     | 'Face A'                |  |
| A1. | Everything I Own        |  |
| A2. | Crying Over You         |  |
| A3. | Impossible Dream        |  |
| A4. | Sandie                  |  |
| A5. | Is It Because I'm Black |  |
|     | 'Face B'                |  |
| B1. | Down by the River       |  |
| B2. | Playground on My Mind   |  |
| B3. | Leaving Me              |  |
| B4. | Let's Get It On         |  |
| B5. | African Lady            |  |

| Édition britannique, Trojan Records | Édition britannique, Trojan Records          | Édition britannique, Trojan Records | Édition britannique, Trojan Records | Édition britannique, Trojan Records | Édition britannique, Trojan Records | Édition britannique, Trojan Records | Édition britannique, Trojan Records | Édition britannique, Trojan Records | Édition britannique, Trojan Records |
| No                                  | Titre                                        | Auteur                              | Durée                               |                                     |                                     |                                     |                                     |                                     |                                     |
| ----------------------------------- | -------------------------------------------- | ----------------------------------- | ----------------------------------- | ----------------------------------- | ----------------------------------- | ----------------------------------- | ----------------------------------- | ----------------------------------- | ----------------------------------- |
|                                     | 'Face A'                                     |                                     |                                     |                                     |                                     |                                     |                                     |                                     |                                     |
| A1.                                 | Everything I Own                             | David Gates                         | 3:44                                |                                     |                                     |                                     |                                     |                                     |                                     |
| A2.                                 | Evil Girl                                    | Ken Boothe, Washington              | 3:28                                |                                     |                                     |                                     |                                     |                                     |                                     |
| A3.                                 | Crying Over You                              | Lloyd Charmers                      | 3:33                                |                                     |                                     |                                     |                                     |                                     |                                     |
| A4.                                 | Sad and Lonely                               | Ken Boothe                          | 2:49                                |                                     |                                     |                                     |                                     |                                     |                                     |
| A5.                                 | My Heart Is Like a Open Book                 | Ken Boothe                          | 2:47                                |                                     |                                     |                                     |                                     |                                     |                                     |
| A6.                                 | The Impossible Dream (aka The Quest)         | Joe Darion, Mitch Leigh             | 2:47                                |                                     |                                     |                                     |                                     |                                     |                                     |
|                                     | 'Face B'                                     |                                     |                                     |                                     |                                     |                                     |                                     |                                     |                                     |
| B1.                                 | Speak Softly Love (Theme from The Godfather) | Nino Rota                           | 2:58                                |                                     |                                     |                                     |                                     |                                     |                                     |
| B2.                                 | My Kid                                       | Franklyn Dunn                       | 3:36                                |                                     |                                     |                                     |                                     |                                     |                                     |
| B3.                                 | Sandie                                       | Paul Douglas                        | 3:20                                |                                     |                                     |                                     |                                     |                                     |                                     |
| B4.                                 | Come Lay Some Loving On Me                   | Paul Kelly                          | 3:18                                |                                     |                                     |                                     |                                     |                                     |                                     |
| B5.                                 | You Will Reach Your Goal                     | Ken Boothe                          | 3:14                                |                                     |                                     |                                     |                                     |                                     |                                     |
| B6.                                 | Time Passage                                 | Carl Levy                           | 4:58                                |                                     |                                     |                                     |                                     |                                     |                                     |
| 40:32                               |                                              |                                     |                                     |                                     |                                     |                                     |                                     |                                     |                                     |

## Crédits
| - Ken Boothe : chant - Franklyn Dunn, Lloyd Parks basse - Lloyd Charmers : percussions, piano, orgue - Locksley Gichie, Willie Lindo : guitares - Maurice Ellis, Paul Douglas alias Paul Williams : batterie - Carl Levy : claviers - Ken Elliott : synthétiseur, Clavinet - Federal Soul Givers : Instrument à vent | - Production : Lloyd Charmers, The Cimarons , Webster Shrowder - Arrangements : Tony King , Johnny Arthey - Ingénierie : Sid Bucknor, Vic Keary - Mixage : Buddy Davidson, George Raymond - Mastering : Paul Khouri - Photographie : Richard Khouri |